# Jung Woong-in
Jung Woong-in (en hangul, 정웅인; RR: Jeong Ungin; Jecheon, Provincia de Chungcheong del Norte, 20 de enero de 1971) es un actor de televisión, cine y teatro surcoreano.

## Biografía
Tiene un hermano mayor.
Estudió en el Instituto de las Artes de Seúl.
Es amigo del actor surcoreano Jung Joon-ho, quien fungió como anfitrión durante su boda.
El 3 de junio de 2006 se casó con su novia Lee Ji-in. La pareja tiene tres hijas: Jung Se-yoon (2007), Jung So-yoon (2009) y Jung Da-yoon (2012).

## Carrera
Es miembro de la agencia Just Entertainment (저스트엔터테인먼트). Previamente formó parte de la agencia Curo Holdings Management (큐로홀딩스 매니지먼트).
En agosto de 1998 se unió al elenco recurrente de la serie White Nights 3.98, donde dio vida a Baek Seung-je, el encargado de las comunicaciones militares de la tropa de Jang Baek-ho.
El 14 de febrero de 2000 se unió al elenco principal de la serie Three Friends, donde interpretó al psiquiatra Jung Woong-in, el director de la clínica de salud mental, hasta el final de la serie el 9 de abril de 2001.
En febrero de 2007 se unió al elenco recurrente de la serie Mun Hee, donde dio vida a Mun-ho, el hermanastro mayor de Mun Hee (Kang Soo-yeon) y esposo de Choi Sang-mi (Lee Seung-yeon).
El 8 de marzo de 2008 se unió al elenco principal de la serie Last Scandal, donde interpretó a Jang Dong-hwa, el mánager y hermano mayor del actor Jang Dong-chul (Jung Joon-ho).
En mayo de 2009 se unió al elenco recurrente de la serie Queen Seondeok, donde dio vida a Mi-saeng, el hermano menor de la aristócrata Lady Mishil (Go Hyun-jung) y el décimo líder de los guerreros Hwarang.
En noviembre de 2010 se unió al elenco recurrente de la serie The King of Legend (también conocida como "King Geunchogo"), donde interpretó a Wi Bi-rang, el líder de Danbeomhoe y nieto del Rey Mayeo del antiguo reino de Dongbuyeo.
En agosto de 2011 se unió al elenco principal de la serie Ojakgyo Family (también conocida como "Ojakgyo Brothers"), donde dio vida a Hwang Tae-sik, un fisioterapeuta y el hijo mayor de la familia Hwang, hasta el final de la serie en febrero de 2012.
En junio de 2013 se unió al elenco recurrente de la serie I Can Hear Your Voice, donde interpretó a Min Joon-kook, es el asesino responsable de la muerte del padre de Park Soo-ha (Lee Jong-suk) que busca vengarse de Jang Hye-sung (Lee Bo-young) luego de que su testimonio lo condenara.
En junio de 2014 se unió al elenco recurrente de la serie Endless Love, donde dio vida a Park Young-tae, un oficial del Servicio de Inteligencia Nacional y el amante de Min Hye-rin (Shim Hye-jin).
En agosto de 2015 se unió al elenco recurrente de la serie Yong-pal, donde interpretó al cirujano jefe Lee Ho-joon, un médico del hospital Hanshin.En noviembre del mismo año se unió al elenco principal de la serie Sweet, Savage Family, donde dio vida a Baek Gi-bum, el único hijo de Baek Man-bo (Kim Eung-soo), el CEO de la constructora Choongshim, donde Gi-bum es presidente.
En marzo de 2016 se unió al elenco recurrente de la serie Monster, donde interpretó a Moon Tae-kwang, el trabajador y antiguo secretario en jefe de la división SPD del grupo Dodo que es reclutado por Kang Ki-tan (Kang Ji-hwan) para unirse a su empresa, KT Corporation.
En 2017 se unió al elenco recurrente de la serie My Sassy Girl, donde dio vida al ministro Jung Ki-joon. En noviembre del mismo año se unió al elenco recurrente de la serie Prison Playbook, donde interpretó a Paeng Se-yoon, un feroz y grosero guardia de la prisión Seobu y asistente en jefe de sección.
En marzo de 2018 se unió al elenco recurrente de la serie Switch (también conocida como "Switch: Change the World"), donde dio vida al villano Geum Tae-woong, el director de una galería de arte y una figura famosa en la industria del arte.En mayo del mismo año se unió al elenco recurrente de la serie Goodbye to Goodbye (también conocida como "Parting Left"), donde interpretó a Jung Soo-chul, el padre de Jung Hyo (Jo Bo-ah).
El 6 de octubre de 2018 se unió al elenco principal de la serie Ms. Ma, Nemesis, donde dio vida a Han Tae-kyu, un detective encargado del caso de la escritora Ma Ji-won (Yunjin Kim), una mujer que es falsamente acusada del asesinato de su hija.
El 14 de junio de 2019 se unió al elenco principal de la serie Chief of Staff (también conocida como "Advisor"), donde interpretó a Oh Won-shik, el asesor regional, hasta el final de la serie el 10 de diciembre del mismo año.El 4 de diciembre del mismo año se unió al elenco principal de la serie Woman of 9.9 Billion, donde dio vida a Hong In-pyo, hasta el final de la serie el 23 de enero de 2020.
A finales de octubre de 2020 se unió al elenco recurrente de la serie Delayed Justice (también conocida como "Fly Dragon"), donde interpreta a Jang Yoon-seok, un fiscal de élite que logra elevar su estatus con su mente brillante.
En noviembre de 2021 actuó en la serie Idol: The Coup, con el personaje de Ma Jin-woo, el fundador de la agencia Starpeace Entertainment, que gestiona las carreras de los dos grupos de K-pop cuyas vicisitudes se narran en la misma.

## Filmografía

### Series de televisión
| Año     | Título                              | Personaje           | Notas                       | Ref.          |
| ------- | ----------------------------------- | ------------------- | --------------------------- | ------------- |
| 1996    | One Thousand and One Nights         | -                   |                             |               |
| 1997    | Miss & Mister                       | -                   |                             |               |
| 1997    | Yesterday                           | -                   |                             |               |
| 1998    | Soonpoong Clinic                    | -                   |                             |               |
| 1998    | White Nights 3.98                   | Baek Seung-je       |                             |               |
| 1998    | Eun-shil                            | Chun-shik           |                             |               |
| 1999    | Wave                                | Ma Nam-soo          |                             |               |
| 1999    | Kuk-hee                             | -                   |                             |               |
| 2000    | Because of You                      | Ahn Soo-chang       | 114 episodios               |               |
| 2000-01 | Three Friends                       | Psiq. Jung Woong-in | 58 episodios                |               |
| 2001    | Hong Guk-young                      | Jung Hu-gyum        | 40 episodios                |               |
| 2006    | Rude Women                          | Jung-suk            | 18 episodios                |               |
| 2007    | Mun Hee                             | Mun-ho              |                             |               |
| 2008    | Last Scandal                        | Jang Dong-hwa       | 16 episodios                |               |
| 2009    | Queen Seondeok                      | Mi-saeng            |                             |               |
| 2009    | Three Men                           | Jung Woong-in       | 16 episodios                |               |
| 2009    | High Kick Through The Roof          | Ladrón de Banco     | Aparición especial, ep. 103 |               |
| 2010    | Coffee House                        | Han Ji-won          | 18 episodios                |               |
| 2010-11 | The King of Legend (King Geunchogo) | Wi Bi-rang          |                             |               |
| 2011-12 | Ojakgyo Family                      | Hwang Tae-shik      | 58 episodios                |               |
| 2012    | Amore Mio                           | Kang Hae-chang      | Drama Special, 4 episodios  |               |
| 2012    | SOS: Save Our School                | Kim Eun-sup         | Drama Special, 2 episodios  |               |
| 2013    | Happy! Rose Day                     | Chan-woo            | Drama Special, 1 episodio   |               |
| 2013    | I Can Hear Your Voice               | Min Joon-kook       |                             | [ 28 ]        |
| 2013    | Empress Ki                          | Yeom Byung-soo      |                             |               |
| 2014    | Potato Star 2013QR3                 | Voz del Perro       | Aparición especial, ep. 15  |               |
| 2014    | Love In Memory 2 - Father's Note    | Hyun-soo            | 8 episodios                 | [ 29 ]        |
| 2014    | Endless Love                        | Park Young-tae      | 37 episodios                |               |
| 2014    | Pinocchio                           | Min Joon-kook       | Aparición especial, ep. 2   | [ 30 ]        |
| 2015    | Splendid Politics                   | Lee Yi-chum         |                             | [ 31 ] [ 32 ] |
| 2015    | Yong-pal                            | Dr. Lee Ho-joon     |                             |               |
| 2015-16 | Sweet, Savage Family                | Baek Gi-bum         | 16 episodios                |               |
| 2016    | Monster                             | Moon Tae-kwang      | 50 episodios                |               |
| 2017    | My Sassy Girl                       | Jung Ki-joon        |                             |               |
| 2017-18 | Prison Playbook                     | Lt. Paeng Se-yoon   |                             |               |
| 2018    | Switch                              | Geum Tae-woong      | 32 episodios                |               |
| 2018    | Goodbye to Goodbye                  | Jung Soo-chul       |                             |               |
| 2018    | Ms. Ma, Nemesis                     | Det. Han Tae-kyu    | 32 episodios                | [ 33 ]        |
| 2019    | Chief of Staff                      | Oh Won-shik         | 10 episodios                | [ 34 ]        |
| 2019    | Chief of Staff 2                    | Oh Won-shik         | 10 episodios                |               |
| 2019-20 | Woman of 9.9 Billion                | Hong In-pyo         | 32 episodios                | [ 35 ]        |
| 2020-21 | Delayed Justice                     | Jang Yoon-seok      | 20 episodios                |               |
| 2021    | Idol: The Coup                      | Ma Jin-woo          | 12 episodios                | [ 27 ]        |
| 2022    | Pachinko                            | Koh Jong-yul        | 8 episodios                 | [ 36 ]        |
| 2022    | Insider                             |                     | Aparición especial          | [ 37 ]        |
| 2022-23 | La gran apuesta                     |                     |                             | [ 38 ]        |
| 2023    | Our Blooming Youth                  | Cho Won-bo          |                             | [ 39 ]        |
| 2023    | La buena mala madre                 | Oh Tae-soo          |                             | [ 40 ]        |
| 2023    | Moon in the Day                     | Seok Chul-hwan      |                             | [ 41 ]        |
| 2024    | Nothing Uncovered                   | Seol Pan-ho         |                             | [ 42 ] [ 43 ] |
| 2024    | Bitter Sweet Hell                   | Jung Doo-man        |                             | [ 44 ]        |
| 2024    | El amor vuelve a casa               | Nam Chi-yeol        | 12 episodios                | [ 45 ] [ 46 ] |

### Películas
| Año  | Título                                   | Personaje                     | Notas                                                                            | Ref.                 |
| ---- | ---------------------------------------- | ----------------------------- | -------------------------------------------------------------------------------- | -------------------- |
| 1995 | Rehearsal                                | Pandillero                    |                                                                                  |                      |
| 1996 | Boss                                     | -                             | Junto a Park Sang-myun                                                           |                      |
| 1996 | Seven Rascals                            | -                             |                                                                                  |                      |
| 1998 | The Quiet Family                         | Hombre en Senderismo          |                                                                                  |                      |
| 1999 | A Great Chinese Restaurant               | Ra-myun                       |                                                                                  |                      |
| 2000 | The Foul King                            | Du-shik                       |                                                                                  |                      |
| 2001 | My Boss, My Hero                         | Kim Sang-do                   | Junto a Jung Joon-ho, Jung Woon-taek y Park Jun-gyu                              |                      |
| 2002 | 2424                                     | -                             |                                                                                  |                      |
| 2003 | The Circle                               | Jo Myung-goo / Kim Kwang-rim  |                                                                                  |                      |
| 2004 | Don't Tell Papa                          | Kim Chul-soo                  |                                                                                  |                      |
| 2005 | If Wait for the Next Train Again         | -                             | Junto a Park Shin-hye, Park Hye-sook y Kim Ye-ryung                              |                      |
| 2006 | My Boss, My Teacher                      | Kim Sang-do                   | Junto a Jung Joon-ho, Jung Woon-taek y Kim Sang-joong                            | [ 47 ]               |
| 2006 | The Magicians                            | Jae-sung                      |                                                                                  |                      |
| 2006 | Mr. Wacky                                | -                             | Cameo                                                                            |                      |
| 2006 | Flushed Away                             | -                             | Doblaje coreano                                                                  |                      |
| 2007 | Are You Crazy?                           | -                             |                                                                                  |                      |
| 2008 | Santamaria                               | Kang Il-doo                   |                                                                                  |                      |
| 2009 | City of Damnation                        | Lee Jung-dae                  |                                                                                  |                      |
| 2010 | Meet the In-Laws                         | Hombre cita a ciegas          | Cameo                                                                            |                      |
| 2011 | Marrying the Mafia 4: Unstoppable Family | Hyun-joon                     |                                                                                  |                      |
| 2013 | Fists of Legend                          | Son Jin-ho                    | Junto a Hwang Jung-min, Yoon Je-moon, Lee Yo-won, Yoo Jun-sang y Sung Ji-ru      | [ 48 ]               |
| 2015 | Por encima de la ley                     | Conductor Bae                 | Junto a Hwang Jung-min, Yoo Ah-in, Yoo Hae-jin y Oh Dal-su                       | [ 49 ]               |
| 2016 | Time Renegade                            | Kang Hyung-chul               |                                                                                  |                      |
| 2017 | The Prison                               | Gobernador de la Prisión Kang | Junto a Han Suk-kyu, Kim Rae-won, Kim Sung-kyun, Shin Sung-rok y Lee Geung-young | [ 50 ]               |
| 2019 | The Most Ordinary Romance                | Gwan-soo                      |                                                                                  |                      |
| 2020 | The Shooting Girls                       | Kim Soo-chul                  | Junto a Yoon Joo-hee, Lee Bi-an, Jung Ye-jin y Lee Sang-hoon                     | [ 51 ]               |
| 2020 | Control                                  | -                             |                                                                                  | [ 52 ]               |
| 2022 | Drive                                    | Dir. Na Jin-soo               | Junto a Park Ju-hyun, Kim Yeo-jin y Kim Do-yoon                                  | [ 53 ]               |
| 2022 | Seúl a toda pastilla                     | Fiscal jefe                   | Junto a Yoo Ah-in, Go Yoon-jung, Park Ju-hyun, Go Kyung-pyo y Kim Sung-kyun      | [ 54 ] [ 55 ] [ 56 ] |

### Programas de variedades
| Año                   | Título                                 | Función  | Notas                                | Ref.          |
| --------------------- | -------------------------------------- | -------- | ------------------------------------ | ------------- |
| -                     | Live Talk Show Taxi                    | Invitado | Ep. n.º 99                           |               |
| 2006                  | X-Man                                  | Invitado | Ep. n.º 114-115                      |               |
| 2009, 2012, 2013 2002 | Happy Together Season 3 Happy Together | Invitado | Ep. n.º 80, 113, 236, 293 Ep. n.º 50 |               |
| 2011                  | Saturday Night Live Korea: Season 1    | Miembro  | 8 episodios                          |               |
| 2013                  | TV News At Night                       | Invitado |                                      |               |
| 2013                  | Running Man                            | Invitado | Ep. n.º 157                          |               |
| 2014, 2015            | Healing Camp, Aren't You Happy         | Invitado | Ep. n.º 144, 205                     |               |
| 2015                  | Dad! Where Are We Going? Season 2      | Miembro  | Junto a su hija Jung Se-yoon         | [ 57 ] [ 58 ] |

### Teatro
| Año  | Título                                   | Personaje | Notas                               | Ref.   |
| ---- | ---------------------------------------- | --------- | ----------------------------------- | ------ |
| 2009 | Dandelions in the Wind (민들레 바람되어) | -         | Junto a Ahn Nae-sang y Cho Jae-hyun | [ 59 ] |
| 2010 | University of Laughs                     | -         |                                     |        |

### Sesiones fotográficas
| Año  | Título      | Notas                                                       | Ref.   |
| ---- | ----------- | ----------------------------------------------------------- | ------ |
| 2015 | HAZZYS KIDS | Junto a sus hijas Jung Se-yoon, Jung So-yoon y Jung Da-yoon | [ 60 ] |

## Premios y nominaciones
| Año  | Premio                   | Categoría                                                | Trabajo                           | Resultado | Ref.   |
| ---- | ------------------------ | -------------------------------------------------------- | --------------------------------- | --------- | ------ |
| 1999 | SBS Drama Awards         | Best New Actor                                           | Eun-shil                          | Ganador   |        |
| 2000 | MBC 코미디대상           | 시트콤부문 연기상                                        | Three Friends                     | Ganador   |        |
| 2010 | SBS Drama Awards         | Best Supporting Actor in a Special Planning Drama        | Coffee House                      | Nominado  |        |
| 2011 | KBS Drama Awards         | Best Supporting Actor                                    | The King of Legend                | Ganador   |        |
| 2011 | KBS Drama Awards         | Best Supporting Actor                                    | Ojakgyo Family                    | Ganador   | [ 61 ] |
| 2012 | KBS Drama Awards         | Excellence Award, Actor in a One-Act/Special/Short Drama | Drama Special - "Amore Mio"       | Nominado  |        |
| 2013 | 6th Korea Drama Awards   | Top Excellence Award, Actor                              | I Can Hear Your Voice             | Ganador   |        |
| 2013 | 2nd APAN Star Awards     | Acting Award, Actor                                      | I Can Hear Your Voice             | Ganador   |        |
| 2013 | SBS Drama Awards         | Special Acting Award, Actor in a Miniseries              | I Can Hear Your Voice             | Ganador   | [ 62 ] |
| 2013 | KBS Drama Awards         | Excellence Award, Actor in a One-Act/Special/Short Drama | Drama Special - "Happy! Rose Day" | Nominado  |        |
| 2014 | MBC Entertainment Awards | PD Award                                                 | Dad! Where Are We Going?          | Ganador   |        |
| 2014 | SBS Drama Awards         | Special Acting Award, Actor in a Serial Drama            | Endless Love                      | Ganador   |        |
| 2015 | 34th MBC Drama Awards    | Excellence Award, Actor in a Miniseries                  | Sweet, Savage Family              | Nominado  |        |
| 2015 | 34th MBC Drama Awards    | Best Supporting Actor in a Special Project Drama         | Splendid Politics                 | Nominado  |        |
| 2015 | 23rd SBS Drama Awards    | Special Award, Actor in a Miniseries                     | Yong-pal                          | Nominado  |        |
| 2017 | SBS Drama Awards         | Excellence Award, Actor in a Monday–Tuesday Drama        | My Sassy Girl                     | Nominado  |        |
| 2018 | 6th APAN Star Awards     | Top Excellence Award, Actor in a Serial Drama            | Goodbye to Goodbye                | Nominado  |        |
| 2018 | 2018 MBC Drama Awards    | Excellence Award, Actor in a Weekend Special Project     | Goodbye to Goodbye                | Nominado  |        |
| 2018 | SBS Drama Awards         | Excellence Award, Actor in a Daily/Weekend Drama         | Ms. Ma, Nemesis                   | Ganador   | [ 63 ] |
| 2019 | 33rd KBS Drama Awards    | Best Supporting Actor in Miniseries                      | Woman of 9.9 Billion              | Ganador   | [ 64 ] |